# 長治 (日本)
長治（1104年3月8日~1106年5月13日）是日本的年號之一。使用這個年號的天皇是堀河天皇，由白河上皇實施院政。

## 改元
- 康和六年二月十日（1104年3月8日）改元長治。
- 長治三年四月九日（1106年5月13日）改元嘉承。

## 出處
- 《漢書·賈誼傳》：「建久安之勢，成長治之業，以承祖廟，以奉六親，至孝也。」

## 紀年、西曆、干支對照表
| 長治 | 元年   | 二年   | 三年   |
| 公元 | 1104年 | 1105年 | 1106年 |
| 干支 | 甲申   | 乙酉   | 丙戌   |